# آلبوم آشویتس
آلبوم آشویتس سندی از تصویربرداری از هولوکاست در جریان جنگ جهانی دوم است. این آلبوم و عکس‌های زوندرکوماندو تنها شواهد تصویری شناخته شده از روند پاکسازی در درون آشویتس دو-برکناو، اردوگاه مرگ آلمان در لهستان اشغالی، هستند.
تصاویر توسط عکاسان اداره ثبت اسناد شناسایی پولیتیش آبتایلونگ (Politische Abteilung Erkennungsdienst) گرفته شده‌اند. هویت عکاسان نامشخص است، اما تصور می‌شود که آن‌ها برنهارت والتر یا ارنست هافمن، دو مرد اس‌اس بوده باشند که مدیر و معاون مدیر اداره ثبت اسناد شناسایی بوده بوده‌اند. از جمله وظایف اداره ثبت اسناد شناسایی، انگشت نگاری و گرفتن عکس شناسایی از زندانیانی بود که برای پاکسازی گزینش نشده بودند.
این آلبوم دارای ۵۶ صفحه و ۱۹۳ عکس است. در اصل، آلبوم عکس‌های بیشتری داشت، اما پیش از اینکه به ید وشم، موزه هولوکاست در اسرائیل اهدا شود، برخی از آن‌ها به بازماندگانی که اقوام و دوستان خود را در آن‌ها شناسایی کرده بودند، اهدا شدند.

## توصیف
این تصاویر پردازش یهودیان تازه‌وارد مجارستانی از روتنیای کارپاتی در اوایل تابستان ۱۹۴۴ را دنبال می‌کنند. آنها پیاده شدن زندانیان یهودی از واگن‌های قطار و به دنبال آن مراحل گزینش توسط پزشکان اس‌اس و نگهبانان اردوگاه را مستند می‌کنند. کسانی که برای کار مناسب تشخیص داده می‌شدند از کسانی که باید به اتاق‌های گاز فرستاده می‌شدند، جدا می‌شدند. عکاس گروه‌هایی را که برای کار گزینش شده بودند و همچنین کسانی را که برای مرگ در جنگلی درست در بیرون کوره‌های آدم‌سوزی گزینش شده بودند، دنبال کرده‌است؛ جایی که در آن قربانیان ناچار بودند پیش از کشته شدن منتظر بمانند. عکاس همچنین چگونگی عملیات در انبارهای ذخیره‌سازی کانادا را ثبت کرده‌است؛ جایی که وسایل غارت شده زندانیان پیش از فرستاده شدن به آلمان مرتب‌سازی می‌شدند.
سالم ماندن این آلبوم با در نظر گرفته تلاش‌های شدید نازی‌ها برای پنهان نگه داشتن «راه حل نهایی»، بسیار قابل توجه است. همچنین داستان کشف آن قابل توجه است؛ لیلی یاکوب (بعدها لیلی یاکوب-زلمانوویچ مِیِر) برای کار در آشویتس-برکناو انتخاب شد، در حالی که سایر اعضای خانواده‌اش به اتاق‌های گاز فرستاده شدند. اردوگاه آشویتس با نزدیک شدن ارتش سرخ شوروی توسط نازی‌ها تخلیه شد. یاکوب از اردوگاه‌های گوناگون گذر کرد و سرانجام به اردوگاه کار اجباری میتلباو-دورا رسید، جایی که در آن سرانجام آزاد شد. یاکوب در حال بهبودی از بیماری درون پادگانی تخلیه شده متعلق به اس‌اس، آلبوم را در یک کمد کنار تخت خود پیدا کرد. درون آلبوم، او عکس‌هایی از خودش، اقوام و دیگرانی از جامعه خود را پیدا کرد. چنین اتفاقی با توجه به اینکه اردوگاه میتلباو-دورا بیش از ۶۴۰ کیلومتر از آشویتس فاصله داشت و بیش از ۱ میلیون و ۱۰۰ هزار تن در آشویتس کشته شده بودند، بسیار حیرت‌انگیز به نظر می‌رسد.
وجود آلبوم کمینه از دهه ۱۹۶۰ و هنگامی که به عنوان مدرک در دادگاه آشویتس فرانکفورت مورد استفاده قرار گرفت، شناخته شده بود. شکارچی نازی، سرژ کلارزفلد، در سال ۱۹۸۰ با لیلی دیدار کرد و وی را متقاعد کرد که آلبوم را به ید وشم اهدا کند. مطالب آلبوم نخستین بار در همان سال در کتاب آلبوم آشویتس به ویرایش کلارزفلد منتشر شدند.